# Ногайлиев, Маджит Узеирович
Маджит Узеирович Ногайлиев (карач.-балк. Ногъайлыланы Маджит Узейирни джашы, ног. Карамырза Межит Узайыр улы;  1 января 1936, Узбекская ССР, СССР — 6 июня 2014) — карачаево-балкарский и ногайский композитор, фольклорист, педагог. Член Музыкального фонда Союза композиторов СССР (с 9.04.1991) и Союза композиторов РФ (с 1999). Заслуженный деятель искусств КЧР (1995). Почетный доктор КЧГПУ (1995). В золотую сокровищницу культуры республики вошли его песни «Айджаякъ», «Кёгала», «Айлы кечеле», «Гоначхир», «Лейла», «Песня о Теберде», «Вальс любви». Достоянием культуры Карачаево-Черкесии стало более 150-ти песен композитора на карачаевском языке и свыше 100 — на ногайском языке. Ногайская общественность сегодня по праву считает Ногайлиева основоположником и ногайского профессионального музыкально-песенного искусства.

## Биография
Родился 1 января 1936 года в Голодной степи (Узбекская ССР), поскольку в 1943 году по ложному обвинению в пособничестве фашистским войскам, весь карачаевский народ был полностью принудительно переселён (депортирован) из мест своего постоянного проживания в Среднюю Азию.
После окончания средней школы, в 1955 году, поступил в Ташкентское музыкальное училище им. Хамзы, которое окончил в 1958 году (по классу вокальное пение).
Проработав год солистом Карачаево-Черкесского государственного ансамбля песни и танца, в 1961 году поступает в Саратовскую государственную консерваторию им. Собинова (по классу теории музыки и композиции). С 1967 по 2014 год время преподавал музыкально-теоретические предметы в Карачаево-Черкесском государственном колледже им. А. Даурова. Умер композитор в июне 2014 года.

## Творчество
Им записаны и обработаны более 150 народных карачаевских песен. Помимо песенного творчества Маджид Узеирович создал несколько произведений крупных форм: танцевально-хореографическая сюита «Под Эльбрусом», фантазия для баяна «Моя Родина» и др. Также М. У. Ногайлиевым подготовлен труд «Особенности музыки карачаевцев и балкарцев», составлен сборник фортепианных пьес для учащихся детских музыкальных школ. В 2009 году написал песни на карачаевском языке: «Сени къара кёзлеринг», «Мени Тебердим», «Джулдузлу кечеле», «Излейме сени джашауда», «Кёчгюнчюлени джыры», «Сюймеклик», «Шашдырады къара дугъум»; на русском языке: «Моя Лаура», «Учкуланский вальс», «Думы вождя»; на кар.-балк. языке: «Ася», а также цикл песен на слова черкесского поэта С. Нартокова (8 песен, в том числе «Светлана», «Моя черкешенка», «Песня о Нальчике» и др.), песни на ногайском языке на стихи поэта М. Киримова (10 песен). Кроме песен — фортепианные миниатюры («Попурри песен на стихи А. Акбаева», «Попурри песен на стихи Х. Джаубаева», попурри на тему карачаево-балкарских народных песен для трио «Джанкъылыч»).